# Our Time Now
Our Time Now is de derde single van de Amerikaanse rockband Plain White T's. De single werd uitgebracht op 6 november 2007 en komt van het album Every Second Counts. Het nummer behaalde in de Billboard Hot 100 een 90ste plaats. "Our Time Now" werd ook gebruikt in de game The Sims 2: Teen Style.

## Charts
| Chart (2007)                      | Hoogste positie |
| --------------------------------- | --------------- |
| V.S. Billboard Hot 100            | 90              |
| V.S. Billboard Pop 100            | 66              |
| V.S. Billboard Modern Rock Tracks | 29              |